# Urodopsis dryas
Urodopsis dryas är en fjärilsart som beskrevs av Jordan 1913. Urodopsis dryas ingår i släktet Urodopsis och familjen bastardsvärmare. Inga underarter finns listade i Catalogue of Life.